# Sovrani di Grecia
I sovrani di Grecia sono un elenco di vari monarchi che governarono la Grecia, fra il 1832 al 1973, anno in cui la monarchia ellenica fu deposta dalla Dittatura dei colonnelli.

## Wittelsbach (1832 - 1862)
Nel 1821 le popolazioni elleniche si ribellarono contro l'Impero Ottomano per ottenere la propria indipendenza; un anno più tardi la Prima assemblea nazionale di Epidauro rese pubblica l'indipendenza greca, affermando il proprio riconoscimento di sovranità. Successivamente però le truppe turche riuscirono a far arretrare i greci, i quali però vennero aiutati dalle Grandi Potenze dell'epoca (Regno Unito, Impero russo e Regno di Francia), che vedevano il conflitto come una possibilità per indebolire lo stato turco. Le potenze vinsero la guerra e la Grecia divenne autonoma a pieno; dopo un periodo repubblicano, alla convenzione di Londra del 1832 vennero presentati alcuni Principi reali che avrebbero dovuto sedere sul nuovo trono ellenico, fra questi Leopoldo, futuro re belga e poi Ottone di Wittelsbach, principe di Baviera. Quest'ultimo divenne Re di Grecia il 27 maggio 1832. Vent'anni più tardi, nel 1862, ci fu una grande rivolta popolare che portò la deposizione del sovrano, che ritornò in Baviera.
| Nome     | Ritratto | Data di nascita | Regno          | Regno           | Matrimoni Discendenza              | Note                                             |
| Nome     | Ritratto | Data di nascita | Inizio         | Fine            | Matrimoni Discendenza              | Note                                             |
| -------- | -------- | --------------- | -------------- | --------------- | ---------------------------------- | ------------------------------------------------ |
| Ottone I |          | 1 giugno 1815   | 27 maggio 1832 | 23 ottobre 1862 | Amalia di Oldenburg no discendenza | Figlio di Ludovico I Witthelsbach, Re di Baviera |

## Schleswig-Holstein-Sonderburg-Glücksburg (1863 - 1924)
Caduto Ottone nel 1862, ricominciò la ricerca per un nuovo sovrano e stavolta la scelta cadde sul principe Guglielmo di Danimarca, figlio di Cristiano IX, passato alla storia come "suocero d'Europa". Nel 1863 il principe divenne Giorgio I, re degli Elleni, che governò la Grecia fino al 1913, quando venne assassinato durante la Prima guerra balcanica, così a succedergli fu il primogenito Costantino I; quest'ultimo nel 1917 dovette lasciare il paese assieme all'erede al trono, visto che desiderava combattere la Grande Guerra a fianco degli Imperi Centrali, di conseguenza il Parlamento nominò il principe Alessandro quale nuovo sovrano. Re Alessandro regnò fino alla sua morte, avvenuta nel 1920, ed il padre, costretto a ritornare ad Atene, riassunse la corona per due anni, dopo di che dovette abdicare a causa della disfatta che le truppe elleniche subirono dall'Impero ottomano. La monarchia non aveva una buona reputazione e il nuovo sovrano, Giorgio II, dovette lasciare la capitale, venendo deposto nel 1924 quando venne proclamata la Seconda repubblica ellenica.

### Schleswig-Holstein-Sonderburg-Glücksburg (1863 - 1920)
| Nome         | Ritratto | Data di nascita  | Regno          | Regno           | Matrimoni Discendenza           | Note                                                                       |
| Nome         | Ritratto | Data di nascita  | Inizio         | Fine            | Matrimoni Discendenza           | Note                                                                       |
| ------------ | -------- | ---------------- | -------------- | --------------- | ------------------------------- | -------------------------------------------------------------------------- |
| Giorgio I    |          | 24 dicembre 1845 | 30 marzo 1863  | 18 marzo 1913   | Ol'ga Konstantinovna otto figli | Nato principe danese, essendo figlio di re Cristiano IX                    |
| Costantino I |          | 2 agosto 1868    | 18 marzo 1913  | 11 giugno 1917  | Sofia di Prussia sei figli      | Figlio di Giorgio I degli Elleni, frequentò l'accademia militare prussiana |
| Alessandro   |          | 1 agosto 1893    | 11 giugno 1917 | 25 ottobre 1920 | Aspasia Manos una figlia        | Figlio di Costantino I, morì a causa di una morso di una scimmia           |

### Schleswig-Holstein-Sonderburg-Glücksburg (1920 - 1924)
Con la morte di re Alessandro, dopo un periodo di reggenza, l'ex sovrano Costantino I ritornò sul trono di Grecia il 19 dicembre 1920; all'epoca il paese stava combattendo una guerra contro l'Impero ottomano, il quale inflisse una sconfitta decisiva all'esercito greco a Dumlupınar. In seguito la situazione nazionale precipitò e così Costantino dovette abdicare in favore del figlio Giorgio II, il quale però dovette lasciare il paese ed il trono nel 1924.
| Nome                          | Ritratto | Data di nascita | Regno             | Regno             | Matrimoni Discendenza               | Note                                                                     |
| Nome                          | Ritratto | Data di nascita | Inizio            | Fine              | Matrimoni Discendenza               | Note                                                                     |
| ----------------------------- | -------- | --------------- | ----------------- | ----------------- | ----------------------------------- | ------------------------------------------------------------------------ |
| Costantino I (Costantino XII) |          | 2 agosto 1868   | 19 dicembre 1920  | 27 settembre 1922 | Sofia di Prussia sei figli          | Ritornò sul trono dopo la morte del figlio, ma abdicò dopo soli due anni |
| Giorgio II                    |          | 19 luglio 1890  | 27 settembre 1922 | 25 marzo 1924     | Elisabetta di Romania no discendeza | Succedette al padre Costantino I, ma dopo due anni di regno fu deposto   |

## Schleswig-Holstein-Sonderburg-Glücksburg (1935 - 1973)
Il 10 ottobre 1935 ci fu un colpo di Stato che abolì la repubblica e portò alla restaurazione della monarchia, un plebiscito, dove si fece ricorso a violenze, intimidazioni e brogli, riconfermò il cambio di regime col 97.88% dei voti e sancì il ritorno di Giorgio II. Cinque anni più tardi cominciò la Seconda guerra mondiale e, un anno dopo, le truppe italiane invasero la Grecia ma questa riuscì a controbattere, fino a quando però la Germania nazista corse in aiuto all'Italia ed in poco conquistò l'intero paese. La famiglia reale si rifugiò prima a Creta, poi conquistata dall'Asse, per poi recarsi in Egitto ed infine nel Sudafrica, dove nacque la principessa Irene, figlia degli eredi al trono Paolo e Federica. Dopo la fine della guerra, i reali ritornarono ad Atene e nel 1947 re Giorgio II morì e a succedergli fu il fratello come Paolo, re degli Elleni. Durante il regno di Paolo, la reputazione della monarchia peggiorò drasticamente, il tutto alimentato da una grande crisi nazionale a causa della situazione economica e delle conseguenze dei vari conflitti, fra cui la guerra civile. Re Paolo morì nel 1964 e il figlio gli succedette come Costantino II; nel 1967 un colpo di Stato portò al governo una giunta militare, così Costantino cercò di ripristinare la democrazia, tramite un golpe avvenuto a fine anno, che però fallì e la famiglia reale dovette partire per l'esilio. La monarchia venne bandita ufficialmente nel 1973.
| Nome                            | Ritratto | Data di nascita  | Regno           | Regno          | Matrimoni Discendenza                | Note                                                                         |
| Nome                            | Ritratto | Data di nascita  | Inizio          | Fine           | Matrimoni Discendenza                | Note                                                                         |
| ------------------------------- | -------- | ---------------- | --------------- | -------------- | ------------------------------------ | ---------------------------------------------------------------------------- |
| Giorgio II                      |          | 19 luglio 1890   | 3 novembre 1935 | 01 aprile 1947 | Elisabetta di Romania no discendeza  | Dopo un periodo repubblicano, la monarchia greca fu ripristinata nel 1935    |
| Paolo I                         |          | 14 dicembre 1901 | 01 aprile 1947  | 6 marzo 1964   | Federica di Hannover tre figli       | Era fratello di Giorgio II e figlio di Costantino I                          |
| Costantino II (Costantino XIII) |          | 2 giugno 1940    | 6 marzo 1964    | 1 giugno 1973  | Anna Maria di Danimarca cinque figli | Nel 1967 dovette lasciare il paese dopo l'instaurazione del governo militare |

## Reggenti

### Reggenza (28 ottobre - 19 dicembre 1920)
Con la morte di re Alessandro, si aprì una questione legata alla successione al trono greco: il governo del Premier Venizelos all'inizio favorì il fratello del defunto sovrano, il principe Paolo il quale però rifiutò la corona poiché questo significava scavalcare il padre Costantino ed il fratello maggiore Giorgio. Il 28 ottobre 1920 l'Ammiraglio Paulos Kountouriōtīs fu eletto, con 137 voti favorevoli e 3 contrari, Reggente di Grecia; nel novembre dello stesso anno il governo venne sconfitto alle elezioni e di conseguenza Kountouriōtīs diede le proprie dimissioni, in qualità di reggente, il 17 novembre per poi essere così sostituito dalla Regina Olga, moglie di re Giorgio I e nonna del defunto sovrano Alessandro. Il mese successivo Costantino I ritornò sul trono greco.
| Nome                            | Ritratto | Data di nascita  | Regno           | Regno            | Matrimoni Discendenza                               | Note                                                                  |
| Nome                            | Ritratto | Data di nascita  | Inizio          | Fine             | Matrimoni Discendenza                               | Note                                                                  |
| ------------------------------- | -------- | ---------------- | --------------- | ---------------- | --------------------------------------------------- | --------------------------------------------------------------------- |
| Ammiraglio Paulos Kountouriōtīs |          | 9 aprile 1855    | 28 ottobre 1920 | 17 novembre 1920 | Angeliki Petrokoukini e Eleni Kouppa con discendeza | Ammiraglio della Marina greca e poi Presidente della repubblica greca |
| Ol'ga Konstantinovna            |          | 3 settembre 1851 | 27 ottobre 1867 | 18 marzo 1913    | Giorgio I con discendenza                           | Nacque come Granduchessa di Russia, sposò nel 1867 re Giorgio I       |

### Reggenza (19 dicembre 1923 - 24 marzo 1924)
Con il risultato molto negativo della guerra contro gli ottomani e una pesante crisi economica (scoppiò anche la rivoluzione dell'11 settembre 1922), Costantino I dovette abdicare ed in seguito Giorgio ascese al trono come Giorgio II, re degli Elleni. Nel 1923, in base ai termini del Trattato di Losanna siglato gli Alleati e la Turchia, Smirne tornò alla Turchia e più di un milione di residenti greci dell'Asia Minore furono rimpatriati, così come i turchi residenti in Grecia. Fortemente antimonarchici, i rifugiati greci e la potente fazione militare si agitarono incessantemente contro il nuovo monarca greco, Giorgio II . Dopo un un fallito Colpo di Stato dei realisti, verso la fine del 1923 il Governo gli chiese di lasciare la Grecia, dal momento che la reputazione del sovrano e della Casa reale era pessima, mentre l'Assemblea nazionale discuteva la questione della futura forma di governo. Giorgio partì per un esilio in Romania, vivendo in seguito in Gran Bretagna. Venne ufficialmente deposto il 25 marzo 1924, a seguito della proclamazione della Seconda repubblica ellenica .
| Nome                            | Ritratto | Data di nascita | Regno            | Regno         | Matrimoni Discendenza                               | Note                                                                  |
| Nome                            | Ritratto | Data di nascita | Inizio           | Fine          | Matrimoni Discendenza                               | Note                                                                  |
| ------------------------------- | -------- | --------------- | ---------------- | ------------- | --------------------------------------------------- | --------------------------------------------------------------------- |
| Ammiraglio Paulos Kountouriōtīs |          | 9 aprile 1855   | 19 dicembre 1923 | 24 marzo 1924 | Angeliki Petrokoukini e Eleni Kouppa con discendeza | Ammiraglio della Marina greca e poi Presidente della repubblica greca |

### Reggenza (10 ottobre 1935 - 25 novembre 1935)
Nel 1935 Georgios Kondylis, un ex ufficiale militare pro-Venizelos, era uno degli uomini più importanti dell'establishment greco; costrinse il Premier Panagis Tsaldaris a dimettersi assumendo lui stesso la guida dell'esecutivo ellenico, sospendendo nel frattempo numerose disposizioni costituzionali. Nello stesso periodo, Kondylis guidò le forze lealiste sopprimendo un tentato colpo di Stato venizelista, fazione che egli stesso appoggiò in precedenza. Kondylis, che nel frattempo si era unito ai conservatori, decise di indire un referendum per ristabilire la monarchia, nonostante in passato fosse stato un sostenitore dell'ala antimonarchica della politica greca. Nel 1935 si tenne così un plebiscito per il ritorno della monarchia, con il 98% dei voti a favore della restaurazione della monarchia con re Giorgio II. In attesa del ritorno del sovrano greco, Kondylis assunse la carica di Reggente dal 10 ottobre al 25 novembre 1935. Secondo i risultati ufficiali del referendum, solo il 2% votò contro la monarchia; gli osservatori dell'epoca espressero seri dubbi sulla legittimità del voto. Oltre all'improbabile alto numero di "sì", il voto si tenne in circostanze tutt'altro che segrete. Gli elettori gettavano un pezzo di carta blu nell'urna se sostenevano il ritorno del re, o un pezzo di carta rossa per mantenere la repubblica. Chiunque gettasse un pezzo di carta rossa rischiava di essere picchiato. Re Giorgio tornò comunque ed in seguito i repubblicani vinsero immediatamente le elezioni del 1936, in cui i comunisti detenevano l'equilibrio del potere .
| Nome                                | Ritratto | Data di nascita | Regno           | Regno            | Matrimoni Discendenza | Note                                               |
| Nome                                | Ritratto | Data di nascita | Inizio          | Fine             | Matrimoni Discendenza | Note                                               |
| ----------------------------------- | -------- | --------------- | --------------- | ---------------- | --------------------- | -------------------------------------------------- |
| Maggiore generale Georgios Kondylis |          | 18 agosto 1878  | 10 ottobre 1935 | 25 novembre 1935 |                       | Fu un militare greco e primo ministro della Grecia |

### Reggenza (31 dicembre 1944 -  27 dicembre 1946)
Con l'invasione nazista di Creta, Giorgio II ed il Governo lasciarono l'isola e si recarono in Egitto, al Cairo per poi trasferirsi a Londra, dove risiedettero come Governo greco in esilio. Dopo la Gran Bretagna, le istituzioni greche ritornarono in Egitto, dove erano di stanza numerose forze greche. Il governo greco in esilio tornò nella madrepatria il 17 ottobre 1944, quando i tedeschi e i loro alleati evacuarono il territorio nazionale. Tuttavia, anche prima della liberazione del paese, la legittimità del governo in esilio fu contestata dalla resistenza greca interna, le cui forze istituirono persino un governo parallelo con tendenze repubblicane (il Comitato politico per la liberazione nazionale o PEEA) il 10 marzo 1944. Per molti greci, il governo in esilio appariva come il successore della dittatura instaurata da Metaxás nel 1936, mentre i suoi stretti legami con il governo britannico gli conferivano l'immagine di un nuovo potere fantoccio dominato dagli stranieri. Il re Giorgio II di Grecia ritornò ad Atene solo nel 1946. Durante l'assenza del sovrano, l'arcivescovo Damaskinos di Atene assunse la reggenza dal 31 dicembre 1944 al 27 dicembre 1946 
| Nome                              | Ritratto | Data di nascita | Regno            | Regno            | Matrimoni Discendenza | Note                                       |
| Nome                              | Ritratto | Data di nascita | Inizio           | Fine             | Matrimoni Discendenza | Note                                       |
| --------------------------------- | -------- | --------------- | ---------------- | ---------------- | --------------------- | ------------------------------------------ |
| Arcivescovo Damaskinos Papandreou |          | 3 marzo 1891    | 31 dicembre 1944 | 27 dicembre 1946 |                       | Vescovo di Corinto ed Arcivescovo di Atene |

## Insegne reali

### Stendardi reali

Re di Grecia    (1832-1862)
Re degli Elleni   (1863-1913)
Re degli Elleni (1914)
Re degli Elleni     (1936-1967)

### Monogrammi reali

Ottone I di Grecia
Giorgio I di Grecia
Costantino I di Grecia
Alessandro di Grecia
Giorgio II di Grecia
Paolo di Grecia
Costantino II di Grecia